# Vilhelm Andersen
Vilhelm Rasmus Andreas Andersen (født 16. oktober 1864 i Nordrup, død 3. april 1953 i København) var en dansk forfatter, litteratur- og åndshistoriker. Vilhelm Andersen blev i 1888 cand. mag. i dansk, latin og oldgræsk. Han skrev en række mindre sprogvidenskabelige afhandlinger og begyndte hurtigt at anvende filologien i litteraturvidenskabelige studier, og litteraturen blev hans egentlige arbejdsområde. 
I 1908 blev han udnævnt til ekstraordinær professor i Dansk litteraturhistorie og i 1918 til ordentlig professor i Nordisk Litteratur ved Københavns Universitet. Som lærer på Danmarks Lærerhøjskole fik han stor betydning for udviklingen af faget dansks metodiske grundlag. Mens Georg Brandes' europæiske litterære udsyn dominerede, fastholdt Vilhelm Andersen den nationale danske litteratur.
Vilhelm Andersen var en af de første til at anvende udtrykket Guldalder om det danske kulturliv fra ca. 1800 til 1850, og han påpegede Henrich Steffens' store betydning for den danske romantik i sin doktordisputats Guldhornene. Et Bidrag til den danske Romantiks Historie fra 1896. Her blev Steffens fremhævet som den helt afgørende faktor for udviklingen af den danske guldalderlitteratur.
Vilhelm Andersens foretrukne forfattere og emner var Poul Martin Møller og Adam Oehlenschläger, men han skrev også en monografi om Henrik Pontoppidan. I forbindelse med studiet af Poul Martin Møller og Henrik Hertz introducerede Vilhelm Andersen betegnelsen "poetisk realisme" som periodebetegnelse. Ved siden af litteraturhistoriske og åndshistoriske værker skrev han den elegante libretto til Carl Nielsens opera Maskarade med vittige lån fra andre af Holbergs komedier. Vilhelm Andersen dyrkede også skønlitteraturen, men kun få af hans digte blev trykt. Af stor betydning er dog de livsfilosofiske essays "Knud Sjællandsfars Betragtninger I-II" fra årene 1902-1912, der er en personligt præget behandling af tidens gang og vilkår. 
Vilhelm Andersen gjorde en stor indsats på folkeoplysningens område ved sine litteraturforedrag og oplæsninger over hele landet. Det gjorde ham meget populær. Statsradiofonien bragte Vilhelm Andersens foredrag om dansk litteratur, og han var med til at skabe Danmarks Skoleradio.
Vilhelm Andersen er begravet på Vestre Kirkegård.